# Myrmeciinae
Le Myrmeciinae sono una sottofamiglia della famiglia Formicidae che in passato, era presente in tutto il mondo, ma è ora limitata in Australia e Nuova Caledonia.

## Biologia
Nella specie Myrmecia pyriformis è stata documentata la presenza di operaie che, in caso di perdita della regina, sono in grado di accoppiarsi con i maschi e di riprodursi. Tale modalità, comune tra le specie della sottofamiglia Ponerinae, potrebbe essere presente anche in altre specie della sottofamiglia Myrmeciinae.

## Tassonomia
La sottofamiglia comprende due generi viventi e 6 fossili:
- Myrmecia Fabricius, 1804
- Nothomyrmecia Clark, 1934
- † Archimyrmex Cockerell, 1923
- † Avitomyrmex Archibald et al., 2006
- † Macabeemyrma Archibald et al., 2006
- † Prionomyrmex Mayr, 1868
- † Propalosoma Dlussky & Rasnitsyn, 1999
- † Ypresiomyrma Archibald et al., 2006